# 영산 문씨
영산 문씨(靈山文氏)는 경상남도 창녕군 영산면을 본관으로 하는 한국의 성씨이다.
시조 문영(文瑛)은 본래 남평 문씨 사람으로 조선에서 공조전서(工曹典書)를 지냈다.

## 참고 자료
- “영산문씨(靈山文氏)”. 뿌리를 찾아서.[깨진 링크(과거 내용 찾기)]